# Elisa Willem Kuyper
Elisa Willem Kuyper (Baarn, 10 april 1896 - Kertsj, 18 januari 1944) was een zoon van de antirevolutionaire theoloog Herman Huber Kuyper en de kleinzoon van de ARP-voorman Abraham Kuyper. Elisa Willem heeft toen hij lid was van de Waffen-SS als journalist gediend bij de Propaganda Kompanie van de SS. Hiertoe vertrok hij naar het oostfront om oorlogsverhalen te schrijven voor het Algemeen Handelsblad.

## Jeugd
Na het gymnasium te hebben volbracht reisde Kuyper al de grenzen over om zijn studie verder voort te zetten; dat deed hij in Londen en Berlijn. Vanuit deze wereldsteden leverde hij regelmatig journalistieke bijdragen voor verschillende dagbladen. Hierna woonde hij vele jaren in het zuiden van Frankrijk en bezocht hij Corsica, de Balkan en Noord-Afrika. Hij leek hiermee op zijn grootvader Abraham Kuyper, die tijdens zijn kabinetsperiode de 'Minister van Buitenlandse Reizen' werd genoemd. Kort voor de Tweede Wereldoorlog keerde Kuyper naar Nederland terug.

## Tweede Wereldoorlog
Na een tijd bij de persafdeling van de PTT te hebben gewerkt werd hij aangetrokken door het nationaalsocialisme. Hij schreef als verslaggever voor Het Vaderland enkele diepgaande politieke beschouwingen. Hierna meldde hij zich aan bij de Waffen-SS, doch werd afgekeurd, "vanwege een te geringen omvang van de borstkas". Vervolgens ging hij fanatiek trainen. "Hij overgoot zich met koud water; hij maakte gekleed in een zwembroekje lichaamsoefeningen in den tuin van zijn woning achter de duinen, waar de wind hevig en koud was", zo schreef J. Learbuch, zakelijk leider van het Verbond van Nederlandse Journalisten en hoofdredacteur van De Nederlandse Journalist. Die pogingen hadden blijkbaar succes gehad, want eind 1942 werd Kuyper goed genoeg bevonden voor de Waffen-SS.
Nadat hij zich door de militaire opleiding had heen geslagen, moest en zou hij naar het front. Zijn superieuren in Berlijn vonden het beter, vooral gelet op zijn leeftijd van 48 jaar en de verantwoordelijkheid als vader van vier kinderen, hem als lector aan het werk te zetten. Na een jaar van aandringen kreeg hij van de SS-leiding toch toestemming om naar het front te vertrekken. Kuyper ging naar de Krim, het Zuid-Russische schiereiland dat sinds mei 1942 in Duitse handen was, maar een jaar later door de Russen werd heroverd. Hij schreef een zestal algemene Propagandakompanie-verslagen, PK-verslagen, speciaal voor het Algemeen Handelsblad. Deze publiceerde ze vanaf 15 januari 1944. De artikelen gingen over het dagelijkse soldatenleven, de Oekraïense bevolking, de modder op de wegen en wat dat voor de voertuigen betekende. Inmiddels was de oorlog weer losgebarsten in de Krim. Kuyper bevond zich op dat moment in het oostelijk gedeelte, bij het schiereiland Kertsj. In de nacht van 17 op 18 januari 1944 sneuvelde Kuyper, in de omgeving van Kertsj na twee maanden actieve frontdienst. Zijn artikelen moesten, op een na, nog verschijnen.
1. ↑  (de) Volksbund.de: Willem Kuyper. Geraadpleegd op 12 januari 2024.